# گدا (رمان)
گدا (به عربی: الشحاذ) نام رمانی از نجیب محفوظ است. این رمان در ۱۹۶۵ به چاپ رسیده‌است.

## ترجمه به فارسی
گ‍دا. ن‍ج‍ی‍ب م‍ح‍ف‍وظ. ترجمهٔ محمد دهقانی. ت‍ه‍ران: نیلوفر، ۱۳۸۵. شابک ‎۹۶۴-۴۴۸-۲۲۴-۷